# 伊沙亞斯·山齊士
伊塞亚斯·桑切斯·科尔特斯（西班牙語：Isaías Sánchez Corté，1987年2月9日—），簡稱伊沙亞斯。，是一名西班牙職業足球員，司職中場，現效力澳職球會阿德萊德聯。他因西籍領隊甘巴爾物色西班牙技術型球員而加盟。

## 職業生涯
伊塞亚斯生於西班牙萨瓦德尔，是巴塞隆納拉瑪西亞的青訓產品，在西乙B展開其足球生涯。他在2010年轉投西班牙人，但加盟後首年大部份時間都在B隊的丙级聯賽度過。
2011年10月4日，他首次在西甲賽事上場，該比賽以0-0與靴高斯打成平手。之後他被外借到邦費拉甸拿，以上場27次1球成績助球隊返回乙組聯賽。2013年7月，伊塞亚斯遠卦澳洲轉投阿德萊德聯，簽約兩年。在澳洲首年便當選為球會年度最佳球員。2015年1月24日主場對紐卡素噴射機的賽事，他在比賽完結前的遠射使球隊比分擴大至7-0，這球亦是他在澳洲的首顆進球。